# استان تورغای (استان امپراتوری روسیه)
استان تورغای (همچنین تورگاج هم نیز نوشته می‌شود) یک استان در امپراتوری روسیه بود که در ۲۱ اکتبر ۱۸۶۸ تأسیس شد.و در بخش مرکزی قزاقستان امروزی قرار داشت.
مساحت آن ۴۵۶٬۱۸۵ کیلومتر مربع (۱۷۶٬۱۳۴ مایل مربع) بود . محل اداره آن در اورنبورگ، خارج از مرزهای استان واقع شده بود، زیرا هیچ شهری در آن وجود نداشت که برای اسکان دولت مناسب باشد.

## فرمانداران
مقام ارشد استان یک فرماندار نظامی بود. فرمانداران نظامی استان تورگای عبارت بودند از:
- - ۱۸۶۹-۱۸۷۷ لو فئودوروویچ بالوزک (لوئیس هاینریش فون بالوزک)؛
  - ۱۸۷۷-۱۸۷۸ الکساندر کنستانتینوویچ گاینتس (هاینز)؛
  - ۱۸۷۸-۱۸۸۳ الکساندر پتروویچ کنستانتینوویچ؛
  - ۱۸۸۳-۱۸۸۷ الکساندر پتروویچ پروتسنکو؛
  - ۱۸۸۷-۱۸۹۹ یاکوف فئودوروویچ باراباش؛
  - ۱۹۰۰-۱۹۰۸ آسینکریت آسینکریتویچ لوماچفسکی;
  - ۱۹۰۸-۱۹۱۰ ایوان میخایلوویچ استراخوفسکی؛
  - ۱۹۱۰-۱۹۱۷ میخائیل میخایلوویچ اورمن.

## جمعیت شناسی
در سال ۱۸۹۷، ۴۵۳۴۱۶ نفر در این استان ساکن بودند. قزاق ها اکثریت جمعیت را تشکیل می دادند. اقلیت های قابل توجهی را روس ها تشکیل می دادند. تعداد کل زبان ترکی ۴۱۵۸۲۹ نفر (۹۱.۷%) بود.
گروه های قومی در سال 1897 
| مجموع   | ۴۵۳,۴۱۶ | ۱۰۰%  |
| ------- | ------- | ----- |
| قزاق ها | ۴۱۰۹۰۴  | ۹۰.۶٪ |
| روس ها  | ۳۰,۴۳۸  | ۶.۷٪  |

## تقسیم اداری
استان تورگای متشکل از uyezds (مراکز اداری در داخل پرانتز) زیر بود:
- آکتیوبینسکی اویزد ( آکتیوبینسک )
- Irgizsky Uyezd ( یرغیز )
- کوستانایسکی اویزد ( کوستانای )
- تورگایسکی اویزد (تورغای)